# Brighton (Australia Meridionale)
Brighton è un sobborgo di Adelaide, in Australia Meridionale; esso si trova 15 chilometri a sud-ovest del centro cittadino ed è la sede della Città di Holdfast Bay. Al censimento del 2006 contava 3.338 abitanti.